# Stefan Kapłaniak
Stefan Kapłaniak, noto anche con lo pseudonimo di "Cenek" (Szczawnica, 10 aprile 1933 – Chicago, 8 agosto 2021), è stato un canoista polacco.

## Palmarès

### Olimpiadi
- 1 medaglia:
  - 1 bronzo (Roma 1960 nel K-2 1000 metri)

### Mondiali
- 2 medaglie:
  - 2 ori (Praga 1958 nel K-1 500 metri; Praga 1958 nel K-2 500 metri)